# Russula delica
Russula delica Fr., Epicrisis Systematis Mycologici (Uppsala): 350 (1838).
La Russula delica è forse la più grande delle Russule.

## Descrizione della specie
Cappello
5–15 cm (fino a 20 cm e talvolta anche oltre), convesso, presto depresso al centro ed infine imbutiforme a maturità; duro, carnoso.
cuticolanon separabile, secca, pruinosa, con fibrille radiali, rugosa, biancastra con tracce sparse di tonalità nocciola o crema-ocra, spesso sporca di terra o di residui vegetali
margineinvoluto, cioè ripiegato verso le lamelle, più o meno lobato-ondulato.
Lamelle
Rigide, spaziate, 4-8 in un cm, da bianche a crema con macchie rossastre in vecchiaia, falciformi, fragili e rigide, intercalate da numerose lamellule (tra una lamella e l'altra vi è sempre almeno una lamellula), alte quanto la carne del cappello o più, adnate, con tendenza a decorrere lungo il gambo, da giovani spesso sono imperlate da goccioline acquose.
Gambo
4-8 x 3–5 cm, cilindrico, corto, tozzo, sodo, da bianco ad ocra, con macchie brunastre, superficie dapprima uniformemente opaca poi satinata, che può divenire rugosa.
Carne

Molto soda, bianca, sia nel cappello che nel gambo, brunastra al taglio dopo esposizione all'aria, resistente negli esemplari giovani, negli adulti facilmente soggetta a rotture nel bordo del cappello.
- Odore: fruttato di pesce.
- Sapore: dolce.

Spore
8-11 x 7-8 µm, bianco-crema in massa, ellittiche o subglobose, verrucose.

## Habitat
Cresce nei boschi di latifoglie in suoli calcarei o silicei, dalla fine della primavera all'autunno.

## Commestibilità

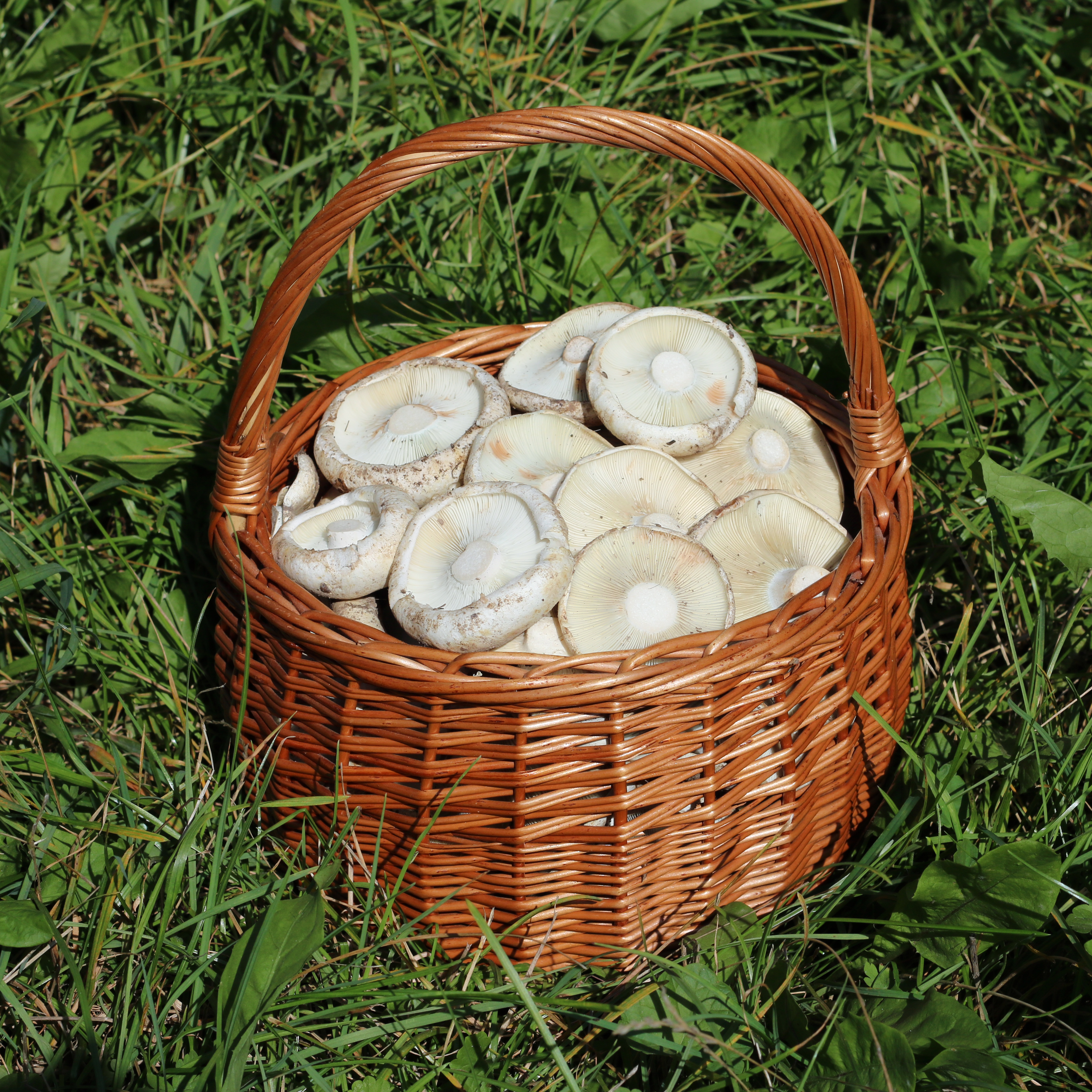

Mediocre; ottimo negli esemplari più giovani.

Si può consumare solamente dopo prolungata bollitura; altrimenti risulta possa provocare disturbi gastrointestinali seppure di lieve entità.
Ciononostante non sono pochi gli estimatori di questa specie, ad esempio in Umbria, nelle Marche e in Puglia dove raggiunge sul mercato alte quotazioni.

## Specie simili
- Russula chloroides (Krombh.) Bres., molto somigliante che si distingue per le caratteristiche delle lamelle più fitte e basse e per il cappello regolarmente imbutiforme. In entrambe le specie, ma più frequentemente nella seconda è osservabile la presenza di una stretta cintura azzurrognola all'apice del gambo. Entrambe le specie portano sul cappello, durante la crescita, dei residui del terreno. Possedendo una carne molto consistente e caratteristiche organolettiche non buone, se ne sconsiglia il consumo.
- Russula pseudodelica J.Lange, simile alla R. delica, ma con le lamelle con iridescenze rosee o giallognole e odore di aringhe.
- Russula pallidospora, con sapore mai acre, e lamelle ocra con riflessi aranciati con l'età.

## Etimologia
Il nome deriva dal latino delicus, slattato, privo di latte.

## Nomi comuni
- Funcia Pipirita in Sicilia
- Tosto nelle Marche ed Umbria
- Tufirone nelle Marche
- Colombina bianca
- Lardaro Bianco nel salento
- Pušcariello in irpinia
- Puprazz nella Murgia pugliese
- Peperone senza latte[1]

## Sinonimi e binomi obsoleti
- Agaricus exsuccus (Pers.) anon.
- Lactarius exsuccus (Pers.) W.G. Sm., J. Bot., London, London: 336 (1873)
- Lactarius piperatus ß exsuccus Pers., Observationes mycologicae (Lipsiae) 2: 41 (1800) [1799]
- Lactifluus exsuccus (J. Otto) Kuntze, Revis. gen. pl. (Leipzig) 2: 856 (1891)